# Jonas Siegenthaler
Jonas Siegenthaler (* 6. Mai 1997 in Zürich) ist ein Schweizer Eishockeyspieler, der seit April 2021 bei den New Jersey Devils aus der National Hockey League (NHL) unter Vertrag steht. Zuvor verbrachte der Verteidiger knapp fünf Jahre in der Organisation der Washington Capitals.

## Karriere

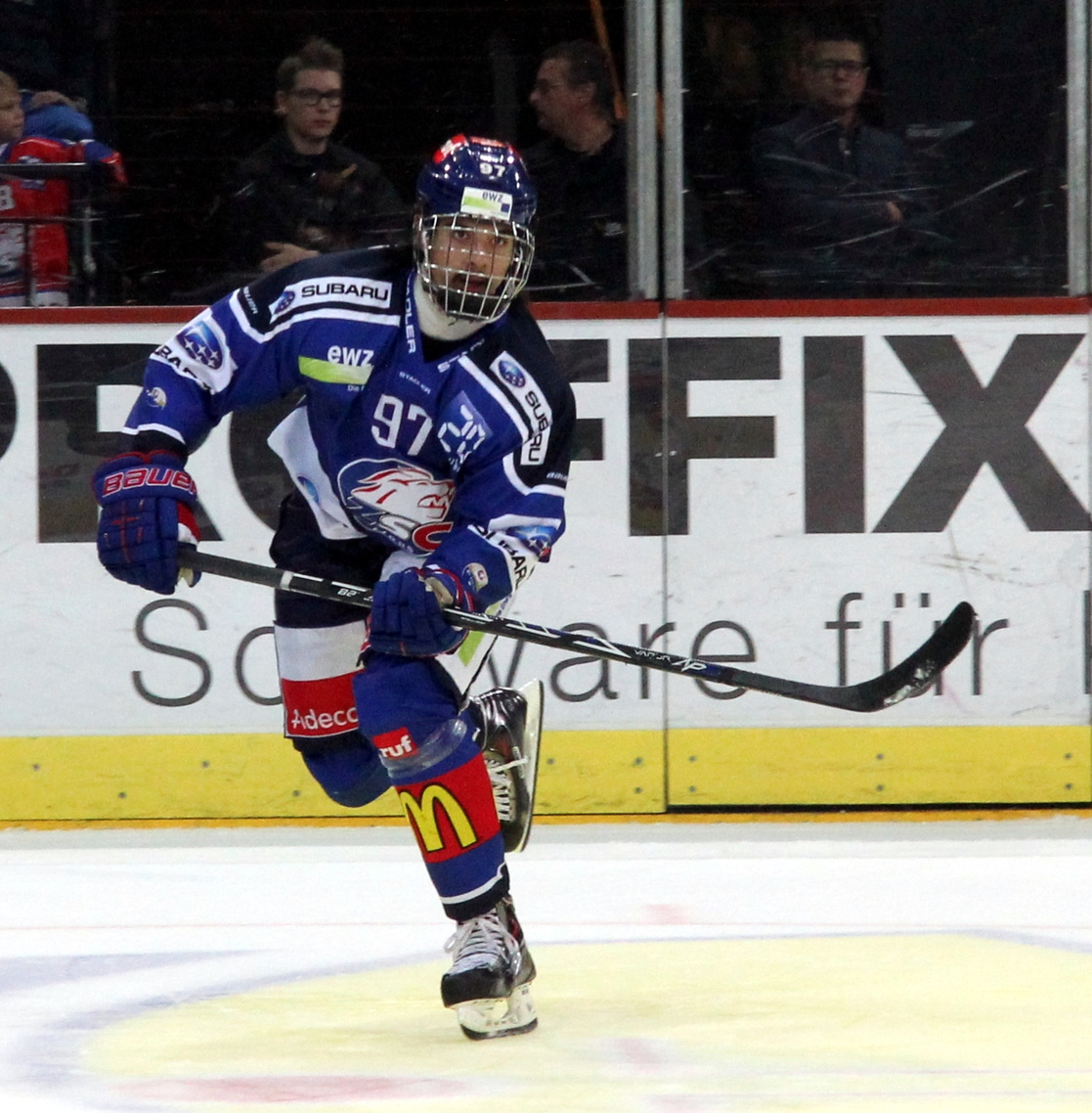
Jonas Siegenthaler als Juniorenspieler (2014)

Siegenthaler stammt aus dem Nachwuchs der ZSC Lions, während der Saison 2013/14 gab er sein Debüt für den ZSC in der National League A (NLA) und sammelte gleichzeitig Spielpraxis bei den GCK Lions in der National League B (NLB). In der Folgesaison etablierte er sich als Stammkraft der ZSC Lions und wurde beim Draft der National Hockey League (NHL) im Juni 2015 in der zweiten Runde an insgesamt 57. Stelle von den Washington Capitals ausgewählt. Am 30. Juli desselben Jahres unterzeichnete er bei den Capitals einen Dreijahresvertrag. Er blieb dank einer Leihvereinbarung aber bei den ZSC Lions, mit denen er 2016 den Schweizer Pokalwettbewerb gewann, ehe er im März 2016 seinen Einstand bei Washingtons Farmteam Hershey Bears in der American Hockey League (AHL) gab. Siegenthaler absolvierte bis zum Saisonende sechs Einsätze für die Bears.
Im Oktober 2016 schlossen die Capitals und die ZSC Lions eine weitere Leihvereinbarung für Siegenthaler, die bis zum Ende der Saison 2016/17 galt. Nach dem Ausscheiden im NLA-Viertelfinale mit dem ZSC kehrte er Mitte März 2017 zu den Hershey Bears zurück.
Siegenthaler debütierte in der NHL am 8. November 2018 gegen die Columbus Blue Jackets. Seinen ersten NHL-Scorerpunkt erzielte er am 14. Dezember 2018 gegen die Carolina Hurricanes, als er Alexander Owetschkin früh im ersten Spieldrittel eine Torvorlage gab. Nach etwa fünf Jahren in der Organisation der Capitals wurde Siegenthaler im April 2021 im Tausch für ein Drittrunden-Wahlrecht im NHL Entry Draft 2021 an die New Jersey Devils abgegeben.

### International
Siegenthaler gehörte ab der Altersstufe U16 zum Kader der Schweizer Auswahlmannschaften. Bei der Eishockey-Weltmeisterschaft der U18-Junioren 2015 wurde er in das All-Star-Team gewählt. Im Februar 2017 wurde er erstmals ins Aufgebot der A-Nationalmannschaft berufen, musste seine Teilnahme jedoch aufgrund einer Verletzung absagen. In der Folge bestritt der Verteidiger die Weltmeisterschaften der Jahre 2021, 2022, 2023, 2024 und 2025. Dabei gewann Siegenthaler in den Jahren 2024 und 2025 die Silbermedaille.

## Erfolge und Auszeichnungen
- 2013 Schweizer Elite-Novizen-Meister (U17) mit den ZSC Lions
- 2013 Schweizer Elite-A-Junioren-Meister (U20) mit den GCK Lions
- 2016 Schweizer Cupsieger mit den ZSC Lions

### International
- 2013 Bronzemedaille beim Europäischen Olympischen Winter-Jugendfestival
- 2015 All-Star-Team der U18-Junioren-Weltmeisterschaft
- 2024 Silbermedaille bei der Weltmeisterschaft
- 2025 Silbermedaille bei der Weltmeisterschaft

## Karrierestatistik
Stand: Ende der Saison 2024/25

### International
Vertrat die Schweiz bei:
| - Europäisches Olympisches Winter-Jugendfestival 2013 - U18-Junioren-Weltmeisterschaft 2013 - Ivan Hlinka Memorial Tournament 2013 - U18-Junioren-Weltmeisterschaft 2014 - U20-Junioren-Weltmeisterschaft 2015 - U18-Junioren-Weltmeisterschaft 2015 - U20-Junioren-Weltmeisterschaft 2016 | - U20-Junioren-Weltmeisterschaft 2017 - Weltmeisterschaft 2021 - Weltmeisterschaft 2022 - Weltmeisterschaft 2023 - Weltmeisterschaft 2024 - Weltmeisterschaft 2025 |

(Legende zur Spielerstatistik: Sp oder GP = absolvierte Spiele; T oder G = erzielte Tore; V oder A = erzielte Assists; Pkt oder Pts = erzielte Scorerpunkte; SM oder PIM = erhaltene Strafminuten; +/− = Plus/Minus-Bilanz; PP = erzielte Überzahltore; SH = erzielte Unterzahltore; GW = erzielte Siegtore; 1 Play-downs/Relegation; Kursiv: Statistik nicht vollständig)